# Elburg
Elburg – miasto w środkowej Holandii, w prowincji Geldria. Według danych na rok 2007 liczy 22 246 mieszkańców.